# San Giuliano Milanese
San Giuliano Milanese är en ort och kommun i storstadsregionen Milano, innan 31 december 2014 i provinsen Milano, i regionen Lombardiet i Italien. Kommunen hade 38 537 invånare (2018).